# Amt Waren-Land

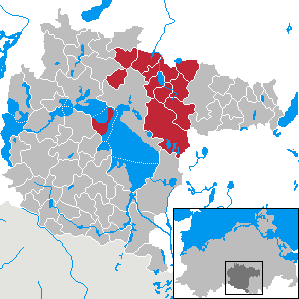
Amt Waren-Land im Landkreis Müritz

Im Amt Waren-Land (ehemaliger Landkreis Müritz in Mecklenburg-Vorpommern) waren von 1992 bis 2004 die zwölf Gemeinden Alt Schönau, Groß Dratow, Groß Gievitz, Groß Plasten, Hinrichshagen, Kargow, Klink, Lansen, Schloen, Torgelow am See, Varchentin und Vielist zur Erledigung ihrer Verwaltungsgeschäfte zusammengeschlossen. Der Amtssitz befand sich in der nicht amtsangehörigen Stadt Waren (Müritz). Am 31. Dezember 2004 fusionierten die vormals selbständigen Gemeinden Alt Schönau und Lansen zur neuen Gemeinde Lansen-Schönau.  
Am 1. Januar 2005 wurde das Amt Waren-Land aufgelöst und die Gemeinden zusammen mit den Gemeinden des ebenfalls aufgelösten Amtes Moltzow in das neue Amt Seenlandschaft Waren überführt.